# Аргирея
Аргире́я (лат. Argyreia) — род многолетних цветковых растений, включённый в трибу Ipomoeeae семейства Вьюнковые (Convolvulaceae).

## Название
Название Argyreia происходит от др.-греч. άργυρος — «серебряный», что относится к серебристой окраске краёв листьев некоторых видов этого рода.

## Ботаническое описание
Представители рода — многолетние лианы и травянистые растения. Листья гладкие или опушённые, разнообразной формы, с ровным краем, располагаются на черешках.
Соцветия зонтиковидные или неплотные головчатые, располагаются на верхушках побегов, содержат немного или довольно много цветков. Прицветники опадают быстро или не опадают вообще. Чашечка состоит из пяти кожистых или мягких красноватых, снаружи опушённых чашелистиков. Венчик пятилепестковый, трубчатый, колокольчатый или воронковидный, красного, белого или розового цвета. Тычинки нитевидные. Пестик также нитевидный, с двудольным рыльцем. Завязь разделена на два или четыре отделения.
Плод — шаровидная или эллиптическая ягода, окрашенная к различные оттенки красного и жёлтого цветов, обычно с 4 семенами.

## Ареал
Виды аргиреи произрастают в Азии, один вид известен в Австралии.

## Таксономия
|  |                                      |  |                                                       |                                                       |                     |  | ещё 4 семейства (согласно Системе APG II) |                    |                    |          |
|  |                                      |  |                                                       |                                                       |                     |  |                                           |                    |                    | 25 видов |
|  |                                      |  |                                                       | порядок Паслёноцветные                                |                     |  |                                           |                    | род Агирея         |          |
|  |                                      |  |                                                       | порядок Паслёноцветные                                |                     |  |                                           |                    | род Агирея         |          |
|  | отдел Цветковые, или Покрытосеменные |  |                                                       |                                                       | семейство Вьюнковые |  |                                           |                    |                    |          |
|  | отдел Цветковые, или Покрытосеменные |  |                                                       |                                                       |                     |  |                                           |                    |                    |          |
|  |                                      |  | ещё 44 порядка цветковых растений (по Системе APG II) | ещё 44 порядка цветковых растений (по Системе APG II) |                     |  |                                           | ещё около 40 родов | ещё около 40 родов |          |
|  |                                      |  |                                                       | ещё 44 порядка цветковых растений (по Системе APG II) |                     |  |                                           |                    | ещё около 40 родов |          |

### Виды
По информации базы данных The Plant List, род включает 28 видов:
- Argyreia acuta Lour.
- Argyreia androyensis Deroin
- Argyreia baoshanensis S.H.Huang
- Argyreia baronii Deroin
- Argyreia capitiformis (Poir.) Ooststr.
- Argyreia cheliensis C.Y.Wu
- Argyreia eriocephala C.Y.Wu
- Argyreia formosana Ishigami ex T.Yamazaki
- Argyreia fulvocymosa C.Y.Wu
- Argyreia fulvovillosa C.Y.Wu & S.H.Huang
- Argyreia henryi (W.G.Craib) W.G.Craib
- Argyreia lineariloba C.Y.Wu
- Argyreia marlipoensis C.Y.Wu & S.H.Huang
- Argyreia mastersii (Prain) Raizada
- Argyreia maymyo (W.W.Sm.) Raizada
- Argyreia mollis (Burm.f.) Choisy
- Argyreia monglaensis C.Y.Wu & S.H.Huang
- Argyreia monosperma C.Y.Wu
- Argyreia nervosa (Burm.f.) Bojer — Аргирея жилистая
- Argyreia onilahiensis Deroin
- Argyreia osyrensis (Roth) Choisy
- Argyreia pierreana Bois
- Argyreia roxburghii (Wall.) Arn. ex Choisy
- Argyreia splendens (Hornem.) Sweet
- Argyreia strigillosa C.Y.Wu
- Argyreia vahibora Deroin
- Argyreia velutina C.Y.Wu
- Argyreia wallichii Choisy